# Soha Ali Khan
Pour les articles homonymes, voir Khan (homonymie).
Soha Ali Khan (4 octobre 1978 à Delhi, Inde) est une actrice indienne.

## Biographie
Soha Ali Khan est née le 4 octobre 1978. Elle est la fille de l’actrice Sharmila Tagore et du célèbre joueur de cricket Mansoor Ali Khan. L’acteur Saif Ali Khan est son frère aîné. Sa sœur aînée, Saba Ali Khan, est créatrice de bijoux.
Élevée dans un environnement de stars, Soha Ali Khan fut protégée de l’univers Bollywood durant son enfance. Elle fait des études d’histoire à Oxford, puis décroche un master en relations internationales à Londres.
Après ses études, elle rejoint Mumbai pour entamer une carrière d’actrice ce dont elle avait toujours rêvée. Très proche de son frère Saif, elle lui demande souvent conseil sur les propositions qu’elle reçoit et dans le choix de ses films.

## Carrière
Comme sa mère, Soha Ali Khan commence sa carrière par un film bengalî : Itishri Kanta. Elle retourne ensuite à Bollywood pour le film Dil Maange More !!!.
Mais c’est surtout en 2006 où elle reçoit l’éloge de la critique pour son rôle de Sonia, l’unique fille d’une bande de copains,  dans Rang De Basanti, film à grand succès avec Aamir Khan.

## Filmographie
- 2004 : Itishri Kanta de Anjan Das : Kamallata
- 2004 : Dil Maange More !!! de Anant Mahadevan : Neha
- 2005 : Pyaar Mein Twist de Hriday Shetty
- 2005 : Antar Mahal de Rituparno Ghosh : femme de Zamindar
- 2005 : Shaadi No. 1 de David Dhawan: Sonia
- 2006 : Rang De Basanti de Rakeysh Omprakash Mehra : Sonia
- 2006 : Ahista Ahista de Shivam Nair : Megha